# Tricimba breviradialis
Tricimba breviradialis är en tvåvingeart som beskrevs av Ismay 1993. Tricimba breviradialis ingår i släktet Tricimba och familjen fritflugor. Inga underarter finns listade i Catalogue of Life.